# Joan Rosich Rubiera
Joan Rosich Rubiera (Barcelona, 25 de gener de 1882 - 22 de maig de 1974) va ser un enginyer industrial i professor i director de l'Escola Industrial de Terrassa entre 1932 i 1936.

## Biografia
Fou fill de l'advocat i jutge Joaquim Rosich i Guardiola (1846-1926), de Barcelona, que fou alcalde de la Vila de Gràcia, i de Josepa Rubiera i d'Armas (1862-1909), de Nuevitas (Cuba). Tenia dos germans, Josep Rosich Rubiera, que fou un destacat dirigent esportiu i futbolista, i Joaquim Rosich Rubiera, també destacat dirigent esportiu i waterpolista.
Estava casat amb Mercè Casany i va tenir un fill, Eugeni Rosich Casany, arquitecte de professió.
Va ser fotògraf aficionat i es conserven algunes fotos que va realitzar en alguna excursió o estada a Roses.
Va ser professor de l'Escola Industrial de Vilanova i la Geltrú al llarg de les dues primeres dècades de segle XX i posteriorment de l'Escola Industrial de Terrassa, de la qual en va ser director de 1932 a 1936. A la postguerra fou empresonat a reclusió perpètua, però va obtenir la llibertat condicional el 1943. Es va jubilar l'any 1952 com a professor numerari de l'Escola de pèrits industrials de Terrassa.

## Obra publicada
- Máquinas de vapor, calderas, màquinas de èmbolo, y turbomotores: obras ilustrada, Barcelona, Manuel Marín Editor, 1908, 312 p.
- De las hipótesis y teorias en las ciencias físicas: algunos antecedentes a la teoría de la relatividad, Terrassa, Impremta Marcet. Escola Industrial de Terrassa, 1921, 24 p.
- Motors hidràulics, Barcelona,  L'Ensenyança Catalana, 1932, 102 p.
- Tecnología del hierro y principales metales, Barcelona, Publicaciones y Ediciones Spes, 1941, 186 p.
- Motores térmicos e hidráulicos, Barcelona, Publicaciones y Ediciones Spes, 1942, 270 p.
- Aplicaciones industriales del calor, Barcelona, Publicaciones y Ediciones Spes, 1943, 288 p.
- Ventilación, calefacción y acondicionamiento de los ambientes, Barcelona, Publicaciones y Ediciones Spes, 1943.
- Elementos de física industrial (termotecnia), Barcelona, Lit. Autografia de Joaquín Mora, 1950.